# Бажане Перше
Бажане Перше — село Мар'їнської міської громади Покровського району Донецької області, Україна.

## Історія
10 квітня 2024 року Комітет Верховної Ради України з питань організації державної влади, місцевого самоврядування, регіонального розвитку та містобудування підтримав перейменування села на Бажане Перше.

## Географія
Розташоване на лівому березі р. Вовча. Відстань до райцентру становить близько 20 км і проходить автошляхом місцевого значення.
Землі села межують із територією м. Українськ та Гірник Селидівської міської ради Донецької області.

## Населення
За даними перепису 2001 року населення села становило 192 особи, з них 84,9 % зазначили рідною мову українську та 15,1 % — російську.